# Meronera venustula
Meronera venustula (лат.) — вид жуков-стафилинид из подсемейства Aleocharinae. Северная Америка.

## Описание
Мелкие коротконадкрылые жуки. Интегумент с микроскульптурой. Тело с макросетами. Галеа и лациния короткие (длина галеа примерно в три раза больше основания). Число члеников лапок на передней, средней и задней парах ног соответственно равно 4-5-5 (формула лапок). C кочевыми муравьями из подсемейства Ecitoninae не связаны.
Вид был впервые описан в 1839 году немецким энтомологом Вильгельмом Фердинандом Эрихсоном (Wilhelm Ferdinand Erichson; 1809—1848). Входит в состав рода Meronera Sharp 1887 (около 14 видов). У личинок отмечены морфологические черты, характерные для микофагии. Лабрум личинок слит с клипеусом..